# 7729 Golovanov

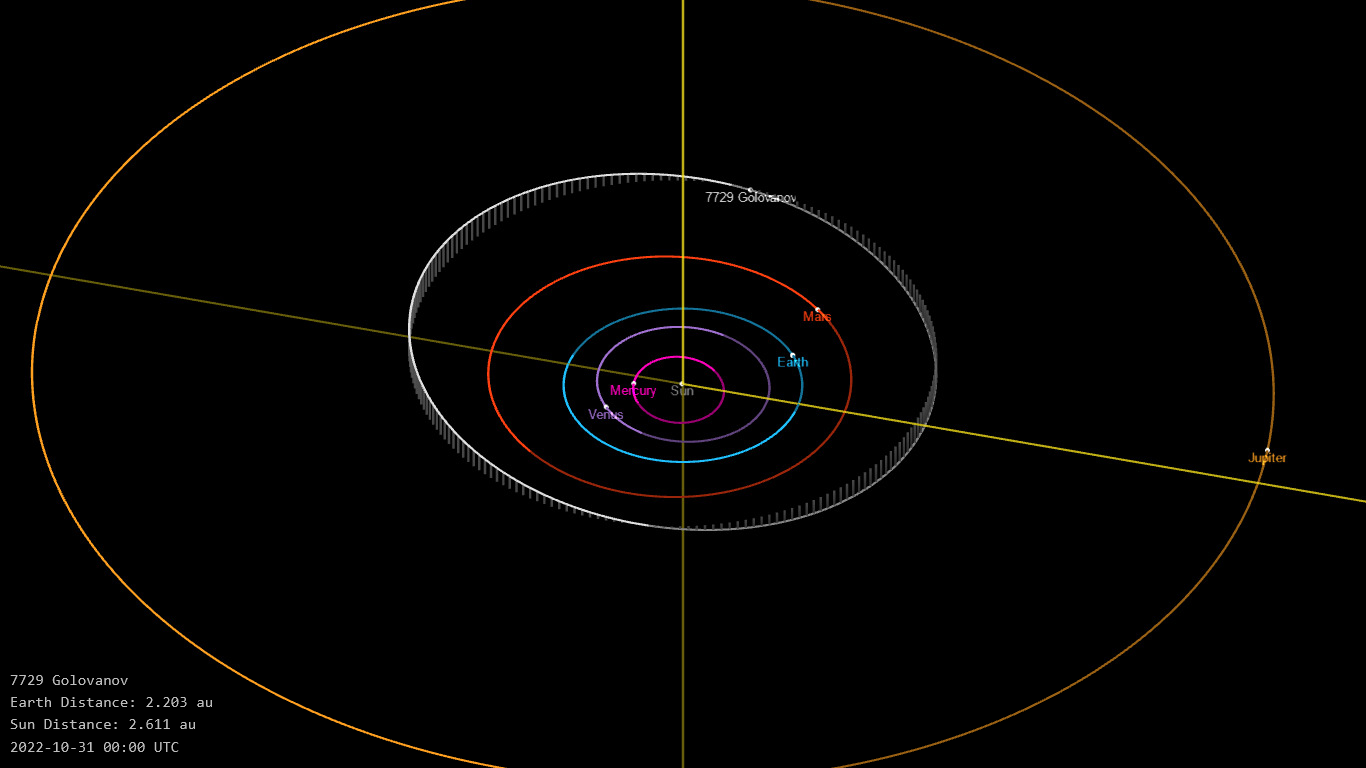
Orbita di 007729 Golovanov

7729 Golovanov è un asteroide della fascia principale. Scoperto nel 1977, presenta un'orbita caratterizzata da un semiasse maggiore pari a 2,2581309 UA e da un'eccentricità di 0,1803660, inclinata di 6,37255° rispetto all'eclittica.